# Madame Bovary

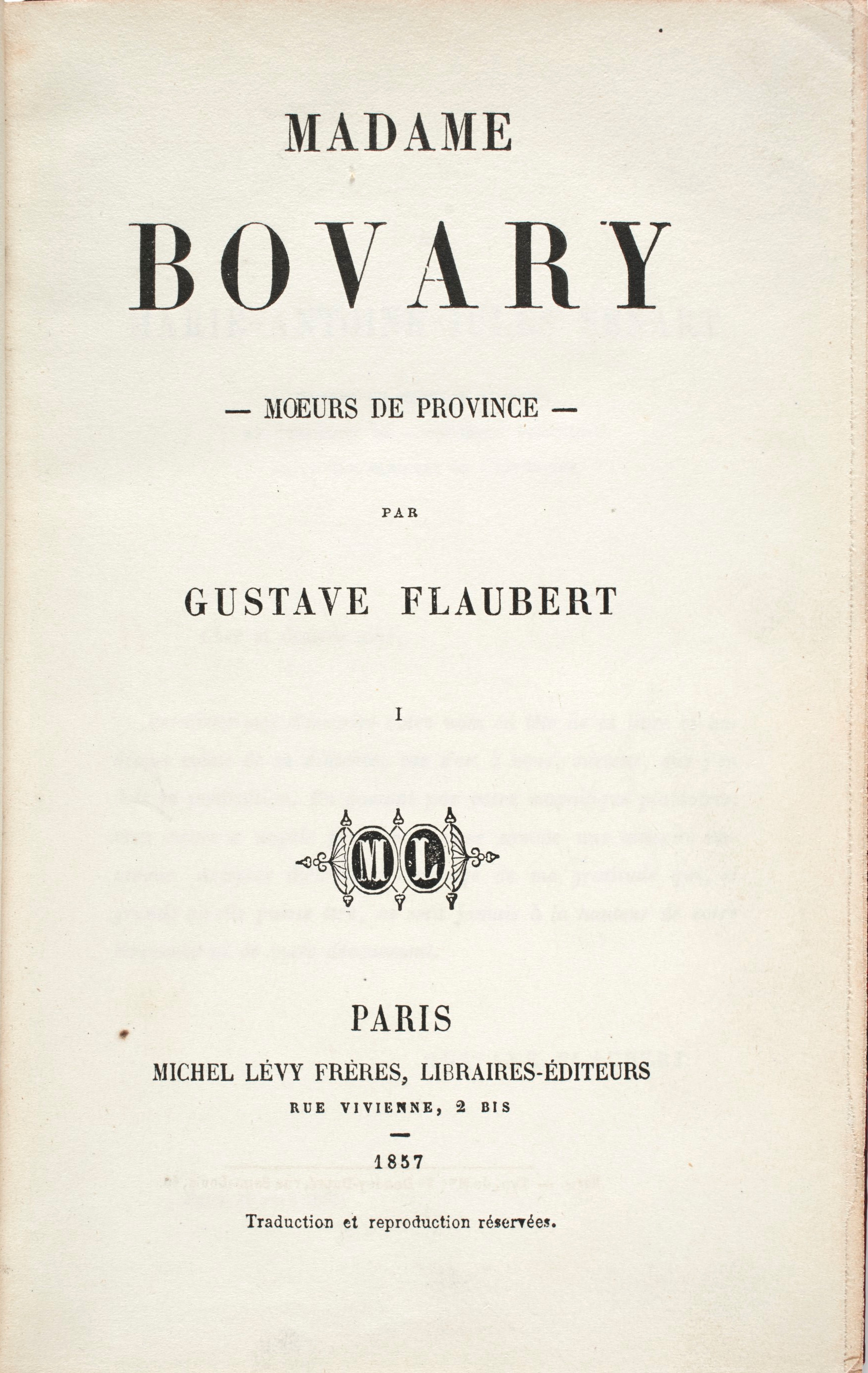
Titel der französischen Erstausgabe 1857

Madame Bovary, in älteren Übersetzungen auch Frau Bovary, ist ein Roman von Gustave Flaubert. Er gilt als eines der großen Werke der Weltliteratur aufgrund der seinerzeit neuartigen realitätsnahen Erzählweise. Die Handlung ist einem Zeitungsbericht von 1848 aus dem Journal de Rouen entnommen, der über das Schicksal der Arztgattin Delphine Delamare aus Ry bei Rouen berichtete. Dieser veranlasste Flaubert zur Ausgestaltung seines Gesellschaftsromanes, der den Untertitel Ein Sittenbild aus der Provinz trägt.
Der Roman wurde zunächst 1856 in der Zeitschrift La Revue de Paris zensiert veröffentlicht; daraufhin wurde Flaubert von der Zensurbehörde wegen „Verstoßes gegen die guten Sitten“ angeklagt; unter anderem wurde ihm „Verherrlichung des Ehebruchs“ vorgeworfen. In einem Prozess wurde Flaubert freigesprochen. 1857 erschien die vollständige Romanausgabe in Buchform im Verlag Lévy Frères in Paris.

## Inhalt
Die Hauptperson des Romans ist Emma, die nach dem Tod der Mutter allein mit ihrem Vater auf dessen Hof lebt. Sie heiratet den verwitweten Landarzt Charles Bovary, der die schöne Frau verehrt. Sie verspricht sich von der Heirat ein gesellschaftlich aufregenderes Leben und ist bald von dem Dorfalltag und ihrem recht einfach strukturierten Mann gelangweilt. Die Sorge um ihren sich verschlechternden Gesundheitszustand und ihre Klagen über ihren Wohnort veranlassen Charles, in eine andere Ortschaft umzuziehen; er nimmt an, dass seiner Frau eine Luftveränderung guttun werde. In Yonville angekommen, freunden sich beide schnell mit dem Apotheker Homais und dessen Familie an. In Homais’ Haus lebt auch der Kanzlist Léon, mit dem Emma eine Art Seelenverwandtschaft (begründet in ihrer beider Interesse für Literatur und Musik) entdeckt.
Auch die Geburt der Tochter Berthe ändert nichts daran, dass Emma zunehmend unzufrieden ist, unter Depression und Stimmungsschwankungen leidet. Als Léon nach Paris umzieht, trauert sie ihm nach wie einer verlorenen Liebe und steigert sich, um den Verlust zu kompensieren, in eine Luxussucht hinein. Bei dem Händler Lheureux verschuldet sie sich immer mehr.
Sie lernt den Grundbesitzer Rodolphe kennen, der seinen Diener von Charles behandeln lässt. Bei einem Ausritt lässt sie sich von ihm verführen. Sie steigert sich in eine kopflose Liebe zu Rodolphe hinein, der seinerseits in ihr nur eine nette Abwechslung sieht. Durch teure Geschenke für ihren Liebhaber und luxuriöse Kleidung und Einrichtungsgegenstände verschuldet Emma die Familie immer mehr (wobei ironischerweise die Kleider, für die sich Emma Bovary verschuldet, zum Zeitpunkt der Veröffentlichung des Romans bereits passé sind). Sie schreckt auch nicht davor zurück, Charles diesbezüglich zu hintergehen. Sie plant, mit Rodolphe zu fliehen. Dieser verlässt sie kurz vor der geplanten Flucht, woraufhin Emma schwer erkrankt. Sie erholt sich wieder, und Charles fährt mit ihr zur Abwechslung ins Theater nach Rouen, wo sie Léon wiedertreffen. Emma beginnt eine Affäre mit Léon und lügt Charles vor, Klavierstunden zu nehmen, um ihren Geliebten treffen zu können.
Währenddessen hat der Händler Lheureux, dem sie zahlreiche Wechsel unterschrieben hat, diese weitergegeben. Den Bovarys droht die Pfändung, doch Emma belügt Charles noch immer und bittet Léon um das Geld, der ihr aber nicht helfen kann. Sie sucht Rodolphe auf und bietet sich diesem an; er kann oder will ihr nicht aus der finanziellen Notlage helfen. In ihrer Verzweiflung verschafft sich Emma mit einem Trick Zutritt zu dem Giftraum des Apothekers Homais, wo sie Arsen schluckt. Nach einem grauenvollen Todeskampf stirbt sie.
Charles kommt nicht über Emmas Tod hinweg, zudem bewirken die noch offenen finanziellen Forderungen und Pfändungen bald, dass er mit Tochter Berthe in Armut und Elend lebt. Als er die Briefe von Léon und Rodolphe an Emma findet, ist er ein gebrochener Mann und stirbt kurze Zeit später. Die Tochter wird zuerst zur Großmutter gegeben, die aber ebenfalls bald verstirbt, weshalb das Mädchen bei einer verarmten Tante landet, die es zum Geldverdienen in eine Baumwollspinnerei schickt.

## Personen
- Emma Bovary (Geburtsname: Rouault), Tochter von Monsieur Théodore Rouault, zweite Ehefrau von Charles Bovary
- Charles Bovary, Ehemann von Emma Bovary
- Berthe Bovary, Tochter von Emma und Charles Bovary
- Charles-Denis-Bartholomé Bovary, Vater von Charles Bovary
- Madame Bovary, Mutter von Charles Bovary, verheiratet mit Charles-Denis-Bartholomé Bovary
- Madame Héloïse Dubuc, Erste Ehefrau von Charles Bovary
- Monsieur Homais, Apotheker
- Lestiboudois, Totengräber und Küster
- Madame Lefrançois, Gasthauswirtin des Lion d’Or
- Monsieur Binet, Steuereinnehmer
- Monsieur Léon Dupuis, Kanzlist, zweiter Liebhaber von Emma Bovary
- l’abbé Bournisien, Pfarrer
- Monsieur Lheureux, Tuchhändler
- Monsieur Guillaumin, Notar
- Rodolphe Boulanger, Gutsherr, erster Liebhaber von Emma Bovary
- Monsieur Tuvache, Bürgermeister
- la mère Rollet, Amme

## Form
Flaubert bedient sich einer personalen Erzählweise (Ausnahme: die "Wir-Erzählweise" in Kapitel I des Ersten Teils). Wichtig ist ihm dabei die impartialité, also die Unparteilichkeit des Erzählers. Er verzichtet daher auf Kommentare, Bewertungen oder Schlussfolgerungen. Trotz der Wahl der neutralen Erzählsituation entsteht bei der Darstellung seiner Romanfiguren der Eindruck einer Innenperspektive, was das Resultat einer subtilen Leserlenkung ist, die durch die Verwendung des style indirect libre erzielt wird.
Ein Zitat Flauberts verdeutlicht seine Anschauungen über das Verhältnis von Autor bzw. Erzähler und Roman: «L’auteur, dans son œuvre, doit être comme Dieu dans l’univers, présent partout et visible nulle part.» („Der Autor muss in seinem Werk wie Gott im Weltall sein, überall anwesend und nirgends sichtbar.“) (Brief vom 9. Dezember 1852).
Diese Auffassung half ihm auch bei seiner Verteidigung vor Gericht, vor dem er sich wegen „Verstoßes gegen die guten Sitten“ verantworten musste, da sein Werk zu viel Aufsehen erregte. So könne man ihm nichts vorwerfen, da er nur zitiert und beschreibt, aber keine eigene Meinung im Buch äußert.
Flauberts erzählerischer Realismus lebt von seiner Liebe zum Detail. Seine Beschreibungen sind dabei so gut formuliert und miteinander verbunden, dass der Leser scheinbar seine eigenen Schlüsse über die beschriebenen Personen oder Gegenstände zieht. Bereits in der ersten Szene beschreibt Flaubert die Mütze des Schülers Charles Bovary auf eine Art, dass man den Menschen, der so etwas trägt, genau zu kennen meint. Interessant hierbei ist, dass Flaubert selbst es strikt ablehnte, seine Romane dem Realismus zuordnen zu lassen.
Darüber hinaus ist Flaubert imstande, Szenen so zu schildern, dass Kommentare durch einen Erzähler überflüssig werden. Der Sprach- und Literaturwissenschaftler Wolfgang Lehmann analysiert Flauberts Stil ebenfalls in dieser Richtung: „Flaubert selbst nennt drei Grundsätze für seine eigene Beziehung zu den Figuren und der Handlung: impersonnalité, impassibilité, impartialité.“

## Autobiografische Bezüge
- Chirurgie – Gustave Flauberts Vater war ein angesehener Chirurg. Auch Dr. Charles Bovary, als Figur inspiriert von dem Orthopäden Vincent Duval[5] (1796–1876), war als Arzt tätig, jedoch fehlte ihm das Ansehen.

- Jura – Der Autor begann ein Jurastudium. Auch Monsieur Léon studiert Jura.

- Nervenkrankheit – Aufgrund einer Nervenkrankheit musste Gustave Flaubert das Studium abbrechen. Auch Emma Bovary leidet unter einer Art Nervenkrankheit.
- Rouen – Der Ort, in dem Gustave Flaubert geboren wurde, ist auch ein Schauplatz in dem Roman.

Neben den autobiografischen Bezügen enthält der Roman verschiedene Hinweise auf tatsächliche Ereignisse und Orte, die zum Teil verschlüsselt sind. Beispielsweise steckt im Namen der Titelheldin der Name der Ortschaft Ry, wo die Arztehefrau Delphine Delamare (geb. Couturier, 17. November 1822 – 5. März 1848) lebte, deren tragische Lebensgeschichte die Grundlage des Romanes bildet.

## Übersetzungen ins Deutsche
- Dr. Legné, Pest, Hartlebens Verlags-Expedition, Wien und Leipzig 1858
- Josef Ettlinger, Dresden/Leipzig 1892
- C. Feustel, Halle 1896
- René Schickele, Minden in Westfalen 1907
- Walter Heichen, Berlin 1911
- Arthur Schurig, Leipzig 1911/12
- Hedda Eulenberg, Leipzig 1914
- Margarete Miltschinsky, Leipzig 1923
- Ella Bacharach-Friedmann, Berlin 1924
- Wilhelm Cremer, Berlin 1924
- Ernst Sander, Berlin 1924
- A. Winterstein, Berlin um 1925
- Karl Pfannkuch, Berlin 1925
- Walter Heichen, Berlin 1928
- Alfred Wolfenstein, Zürich 1939
- Georg Carl Lehmann, Berlin 1948
- Hans W. Hoff, Wien/Frankfurt am Main 1951
- Hans Reisiger, Reinbek 1952
- Gertrud Dahlmann-Stolzenbach, München 1952
- Albert von Jantsch-Streerbach, Wien 1957
- Walter Widmer, Hamburg 1959
- Oswald Richter-Tersik, Berlin 1960
- Ingrid Kollpacher, Wien 1965
- Wolfgang Techtmeier, Berlin 1970
- Ilse Perker und Ernst Sander, Stuttgart 1972
- René Schickele und Irene Riesen, Diogenes, Zürich 1979 DNB 955517281.
- Maria Dessauer, Frankfurt 1996
- Caroline Vollmann, Zürich 2001 (Cornelia Hasting übersetzte die Briefe im Anhang)
- Elisabeth Edl, Hanser, München 2012, ISBN 3-446-23994-4, und Wissenschaftliche Buchgesellschaft, Darmstadt 2013; dtv, München 2014, ISBN 978-3-423-14343-1.

## Rezeption
Madame Bovary wurde 1980 in die ZEIT-Bibliothek der 100 Bücher aufgenommen; den dazugehörigen Essay über den Roman verfasste Eberhard Lämmert. Auch in die Neue ZEIT-Bibliothek der Weltliteratur von 2024 wurde der Roman aufgenommen; Autor des Essays über den Roman war Eberhard Rathgeb.

## Bearbeitungen

### Verfilmungen
| Jahr | Spielfilm- und Fernsehfilmtitel                 | Produktionsland        | Regisseur                                                        | Darstellerin der Bovary              |
| ---- | ----------------------------------------------- | ---------------------- | ---------------------------------------------------------------- | ------------------------------------ |
| 1917 | Wife Nr. Two (der Film ist verschollen)         | Vereinigte Staaten     | William Nigh                                                     | Valeska Suratt                       |
| 1930 | Unholy Love                                     | Vereinigte Staaten     | Albert Ray (Verlegung der Handlung nach Rye, New York)           | Lila Lee (anderer Rollenname)        |
| 1934 | Madame Bovary                                   | Frankreich             | Jean Renoir                                                      | Valentine Tessier                    |
| 1937 | Madame Bovary                                   | Deutsches Reich        | Gerhard Lamprecht                                                | Pola Negri                           |
| 1947 | Madame Bovary                                   | Argentinien            | Carlos Schlieper                                                 | Mecha Ortiz                          |
| 1949 | Madame Bovary und ihre Liebhaber                | Vereinigte Staaten     | Vincente Minnelli                                                | Jennifer Jones                       |
| 1968 | Madame Bovary (TV)                              | Deutschland            | Hans Dieter Schwarze                                             | Elfriede Irrall                      |
| 1969 | Die nackte Bovary                               | Deutschland/Italien    | Hans Schott-Schöbinger                                           | Edwige Fenech                        |
| 1970 | Ryans Tochter (Ryan's Daughter)                 | Vereinigtes Königreich | David Lean (Verlegung der Handlung ins britisch besetzte Irland) | Sarah Miles (anderer Rollenname)     |
| 1974 | Madame Bovary (TV)                              | Frankreich             | Pierre Cardinal                                                  | Nicole Courcel                       |
| 1975 | Madame Bovary (TV)                              | Vereinigtes Königreich | Rodney Bennett                                                   | Francesca Annis                      |
| 1991 | Madame Bovary                                   | Frankreich             | Claude Chabrol                                                   | Isabelle Huppert                     |
| 1991 | Madam Bowari ot Sliwen (Мадам Бовари от Сливен) | Bulgarien              | Emil Zanew (Verlegung der Handlung nach Bulgarien)               | Eli Skortschewa (anderer Rollenname) |
| 1992 | Maya Memsaab                                    | Indien/Frankreich      | Ketan Mehta                                                      | Shreeram Lagoo                       |
| 2000 | Madame Bovary (TV)                              | Vereinigte Staaten     | Tim Fywell                                                       | Frances O’Connor                     |
| 2014 | Madame Bovary                                   | Vereinigte Staaten     | Sophie Barthes                                                   | Mia Wasikowska                       |
| 2014 | Gemma Bovery – Ein Sommer mit Flaubert          | Frankreich             | Anne Fontaine                                                    | Gemma Arterton                       |

Nina Grosses TV-Drama In der Falle platziert das Buch anspielungsreich im Hotelzimmer-Schauplatz.

### Dokumentationen
- 2020: Regie: Audrey Gordon, Titel: Der Fall Emma Bovary (Le procès d'Emma Bovary), Land:Frankreich, Produktion: arte

### Bühnenbearbeitungen
- 1936 von Gaston Baty für das Théâtre Montparnasse in Paris, Premiere: 9. Oktober 1936.
- 1981 von Jean-Louis Sarthou unter dem Titel Morte à Yonville, Seine-Inférieure, Premiere in der „Maison des Arts de Créteil“ (MAC) in Créteil.
- 2012 von Petra Luisa Meyer für das Staatstheater Nürnberg unter dem Titel Madame Bovary oder Der besessene Leser, Premiere: 14. April 2012.
- 2016 brachte das Schauspiel Hannover eine parodistische Theaterfassung mit Musik heraus unter dem Titel Madame Bovary, allerdings mit anderem Text und auch anderer Melodie, bearbeitet von Clemens Sienknecht und Barbara Bürk.[9]

### Vertonung
- Die Oper Madame Bovary, komponiert von Emmanuel Bondeville, hatte am 1. Juni 1951 an der Opéra-Comique in Paris unter der musikalischen Leitung von Albert Wolff Premiere. Die Titelrolle sang Jacqueline Brumaire.
- Am 26. Mai 1967 wurde die Oper Madame Bovary des Schweizer Komponisten Heinrich Sutermeister, der auch das Libretto verfasste, am Opernhaus Zürich uraufgeführt. Die Titelrolle sang Anneliese Rothenberger.

## Aktuelle Ausgaben
- Gustave Flaubert: Madame Bovary. Sitten in der Provinz. Roman. Aus dem Französischen von Cornelia Hasting. Haffmans Verlag, Zürich 2001. ISBN 978-3-251-20203-4
- Gustave Flaubert: Madame Bovary. Sitten der Provinz. Roman. Übers. René Schickele, Irene Riesen. Mit Rezensionen von Sainte-Beuve, Jules Barbey d’Aurevilly, Charles Baudelaire. Nachw. Heinrich Mann. Diogenes, Zürich 2005, ISBN 978-3-257-20721-7
- Gustave Flaubert: Madame Bovary. Roman. Übersetzt von Arthur Schurig. Anmerkungen Kai Kilian. Anaconda, Köln 2012, ISBN 978-3-86647-767-4
- Madame Bovary. Sitten der Provinz. Roman. Übers. Elisabeth Edl, Deutscher Taschenbuchverlag, München 2014, ISBN 978-3-423-14343-1
- Madame Bovary. Sittenbild aus der Provinz. Übers.: Ilse Perker, Ernst Sander. Reclam, Ditzingen 2017. ISBN 978-3-15-011109-3

## Film
- Der Fall Emma Bovary. Dokumentarfilm. Regie: Audrey Gordon, Arte, Frankreich 2020.